# Ittihad Riadhi Baladiat Ouargla
Ne pas confondre avec le AR Ouargla, un autre club de la Wilaya d'Ouargla fondé en 1973.
Maillots
L'Ittihad Riadhi Baladiat Ouargla (en arabe : الاتحاد الرياضي لبلدية ورقلة), plus couramment abrégé en IRB Ouargla ou encore en IRBO, est un club algérien de football fondé en 1977 et basé dans la ville de Ouargla.

## Histoire
Le club de l'Ittihad Riadhi Baladiat Ouargla, a évolué à plusieurs reprises en division 3 et en division 2 algérienne.
Entre 2017 et 2021, l'IRBO a réalisé 4 accessions successives jusqu'en Ligue 2 amateur.

## Bilan sportif

### Classement en championnat par année
- 1977-78 : ?, ?e
- 1978-79 : ?, ?e
- 1979-80 : ?, ?e
- 1980-81 : ?, ?e
- 1981-82 : ?, ?e
- 1982-83 : ?, ?e
- 1983-84 : ?, ?e
- 1984-85 : D3, Division d'honneur Centre Gr.C, 1re
- 1985-86 : D2, Gr. centre, 15e
- 1986-87 : D3, Division d'honneur Centre Gr. E, 4e
- 1987-88 : D3, Division d'honneur Centre Gr. D, 3e
- 1988-89 : D3, Division d'honneur Gr.Sud-Est, 5e
- 1989-90 : D3, Gr. sud-est, 6e
- 1990-91 : D3, Gr. sud-est, 10e
- 1991-92 : D3, Gr. sud-est, 1re
- 1992-93 : D2, Gr. centre, 10e
- 1993-94 : D2, Gr. centre, 10e
- 1994-95 : D2, Gr. centre, 13e
- 1995-96 : D2, Gr. centre, 15e
- 1996-97 : D3, Gr. sud-est, ?e
- 1997-98 : D3, Gr. sud-est, 11e
- 1998-99 : D3, Gr. sud-est, 6e
- 1999-00 : ?, ?e
- 2000-01 : ?, ?e
- 2001-02 : ?, ?e
- 2002-03 : ?, ?e
- 2003-04 : ?, ?e
- 2004-05 : ?, ?e
- 2005-06 : ?, ?e
- 2006-07 : ?, ?e
- 2007-08 : ?, ?e
- 2008-09 : ?, ?e
- 2009-10 : ?, ?e
- 2010-11 : ?, ?e
- 2011-12 : ?, ?e
- 2012-13 : ?, ?e
- 2013-14 : ?, ?e
- 2014-15 : D7, DH Wilaya Ouargla, 1re
- 2015-16 : D6, Régionale 2 Gr. B ?e
- 2016-17 : D6, Régionale 2 Gr. B ?e
- 2017-18 : D5, Régionale 1 Gr. A ?e
- 2018-19 : D5, Régionale 1 Gr. A ?e
- 2019-20 : D5, Régionale 1 Gr. A 1re
- 2020-21 : D3, Gr. Sud-est E1, 1re
- 2021-22 : D2, Gr. centre-est, 5e
- 2022-23 : D2, Gr. centre-est, 9e
- 2023-24 : D2, Gr. centre-est, 8e
- 2024-25 : D2, Gr. centre-est, 14e
- 2025-26 : D3, Inter-régions Sud-est, e

## Infrastructures

### Stades

#### Stade 24 Février
Créé en 1965, appelé également le stade municipal de la ville, situé au rue Gettai Mamar au niveau de la ville de Ouargla, d'une capacité de 5300 places et, muni d'une pelouse en gazon synthétique, il est administré par l'Office des parcs omnisports de la Wilaya (OPOW) - Direction de la Jeunesse et du Sport (DJS) de Ouargla.

#### Stade 18 Février
Construit en 1992 et situé sur la route de Rouissat, il est administré par l'Office des parcs omnisports de la Wilaya (OPOW) - Direction de la Jeunesse et du Sport (DJS) de Ouargla, ce complexe olympique est fort d'une capacité de 18000 places et muni d'une pelouse en gazon synthétique,.